# 哈尼马杜国际机场
哈尼马杜国际机场是位于马尔代夫哈达鲁环礁哈尼马杜岛的机场，截至2019年6月，它是马尔代夫的三个国际机场之一。该机场原仅作为国内机场开放，随着马尔代夫航空在2012年2月2日开通直飞印度特里凡得琅的航班，该机场升级为国际机场。 

## 设施
机场海拔高于平均海平面一米。它拥有一条指定为 03/21 的跑道，沥青路面尺寸为1220乘以30米。1,220乘30（4,003乘98英尺）米 。  2021年宣布了一项大型机场扩建项目，并获得印度进出口银行的信贷额度。

## 军事用途
自2020年一架印度军机降落以来，其名义上已归马尔代夫空军指挥。实际上，印度军队以维护飞机为名义在机场周边驻扎，且驻军不遵守马尔代夫法律。

## 航空公司和目的地
| 航空公司     | 目的地                                         |
| ------------ | ---------------------------------------------- |
| 马尔代夫航空 | 达拉万度、伊鲁、马累 季节性： 科钦, 特里凡得琅 |